# 云桂鸡屎藤
云桂鸡矢藤（学名：Paederia spectatissima）为茜草科鸡矢藤属下的一个种。

## 扩展阅读
- 維基物種上的相關：云桂鸡矢藤